# Massey Ferguson 6713
Le Massey Ferguson 6713 (MF6713) est un tracteur agricole produit depuis 2016 par AGCO sous la marque Massey Ferguson.